# Megaselia paraensis
Megaselia paraensis är en tvåvingeart som beskrevs av Borgmeier 1971. Megaselia paraensis ingår i släktet Megaselia och familjen puckelflugor. Inga underarter finns listade i Catalogue of Life.